# 1478
Il 1478 (MCDLXXVIII in numeri romani) è un anno  del XV secolo.

## Eventi
- 14 gennaio – Novgorod è conquistata da Ivan III, Gran Principe di Mosca.
- 26 aprile – A Firenze viene organizzato un attentato ai danni di Lorenzo il Magnifico e di suo fratello Giuliano de' Medici (Congiura dei Pazzi). Giuliano viene ucciso, il Magnifico riesce a salvarsi.  Dietro all'attentato, organizzato dalla famiglia di banchieri fiorentini Pazzi, c'è il papa Sisto IV.
- 19 maggio – Battaglia di Macomer: l'esercito catalano-aragonese sconfigge definitivamente le truppe di Leonardo Alagon, Marchese di Oristano, ribellatosi al viceré Nicolò Carroz alcuni anni prima.
- 28 dicembre – A Giornico nel Canton Ticino le truppe svizzere confederate sconfiggono l'esercito del duca di Milano nella battaglia di Giornico o dei Sassi Grossi, sanzionando la definitiva rinuncia dei milanesi al controllo della Val Leventina.
- Viene istituita l'Inquisizione spagnola.

## Nati
- 8 gennaio - Konrad Pelikan, umanista e teologo tedesco († 1556)
- 16 gennaio - Contessina de' Medici, nobildonna italiana († 1515)
- 3 febbraio - Edward Stafford, III duca di Buckingham, nobile britannico († 1521)
- 7 febbraio - Tommaso Moro, umanista, scrittore e politico inglese († 1535)
- 14 marzo - Anastasia di Hohenzollern, principessa tedesca († 1534)
- 26 aprile - Dorotea Malatesta, nobildonna italiana
- 26 maggio - Papa Clemente VII, papa, arcivescovo cattolico e cardinale italiano († 1534)
- 30 giugno - Giovanni di Trastámara, principe († 1497)
- 2 luglio - Ludovico V del Palatinato, nobile († 1544)
- 8 luglio - Gian Giorgio Trissino, umanista, poeta e drammaturgo italiano († 1550)
- 13 luglio - Giulio d'Este, nobile italiano († 1561)
- 15 luglio - Barbara Jagellona, principessa polacca († 1534)
- 22 luglio - Filippo I d'Asburgo, duca († 1506)
- 3 settembre - Marcantonio I Colonna, nobile e condottiero italiano († 1522)
- 6 dicembre - Baldassarre Castiglione, umanista, letterato e diplomatico italiano († 1529)
- Khayr al-Dīn Barbarossa, corsaro e ammiraglio ottomano († 1546)
- Beltrán de la Cueva, politico e diplomatico spagnolo († 1560)
- Erich von Braunschweig-Grubenhagen, vescovo cattolico e militare tedesco († 1532)
- Mercurio Bua, generale albanese († 1542)
- Niccolò Campani, poeta italiano († 1523)
- Volfango Capitone, teologo tedesco († 1541)
- Salīma Ciśtī, indiano († 1572)
- Francesco Corner, cardinale e vescovo cattolico italiano († 1543)
- Giovan Battista Danti, matematico e ingegnere italiano († 1517)
- Egnazio, filologo italiano († 1553)
- Antonello Freri, scultore italiano († 1536)
- Antonello Gagini, scultore e architetto italiano († 1536)
- Juan García Loaysa, cardinale e arcivescovo cattolico spagnolo († 1546)
- Giorgione, pittore italiano († 1510)
- Jan Gossaert, pittore fiammingo († 1532)
- Leonard Grey, I visconte Grane, nobile e politico inglese († 1541)
- Luigi Guicciardini, politico italiano († 1551)
- Johann Fabri, vescovo cattolico tedesco († 1541)
- Khanzada Begum, principessa indiana († 1545)
- Bisanzio Lupis, storico e poeta italiano († 1555)
- Gianmaria Pomedello, incisore, pittore e medaglista italiano († 1537)
- Bianca Riario, nobile italiana
- Francesco Salamone, condottiero e mercenario italiano († 1569)
- Pedro Gómez Sarmiento de Villandrando, cardinale e arcivescovo cattolico spagnolo († 1541)
- Christoph von Stadion, umanista e vescovo cattolico tedesco († 1543)
- Stanislaw Stoss, scultore polacco († 1528)
- Jacobus Sylvius, anatomista e medico francese († 1555)
- Peretta Usodimare, nobildonna italiana († 1550)
- Gruffydd ap Rhys ap Thomas, militare gallese († 1521)
- Sancia d'Aragona, nobile italiana († 1506)
- Oddo degli Oddi, letterato e medico italiano († 1558)

## Morti

### Gennaio
- 6 gennaio - Uzun Hasan, sovrano turkmeno (n. 1423)
- 14 gennaio - Baldassarre Castiglione, nobile e condottiero italiano (n. 1414)

### Febbraio
- 1º febbraio - Cristoforo della Rovere, cardinale e arcivescovo cattolico italiano (n. 1434)
- 17 febbraio - Domenico Dominici, vescovo cattolico e teologo italiano (n. 1416)
- 18 febbraio - Giorgio Plantageneto, I duca di Clarence, principe inglese (n. 1449)

### Marzo
- 1º marzo - Marco Cattaneo de' Capitaneis, vescovo cattolico italiano
- 6 marzo - Andrea Vendramin, politico italiano (n. 1400)
- 19 marzo - Federico II di Brunswick-Lüneburg, nobile tedesco (n. 1418)
- 25 marzo - Thomas FitzGerald, VII conte di Kildare, nobile e politico irlandese (n. 1421)

### Aprile
- 1º aprile - Ferdinando I di Braganza, conte (n. 1403)
- 5 aprile - Jaume Roig, scrittore spagnolo (n. 1401)
- 6 aprile - Agostino Dati, oratore, storico e filosofo italiano (n. 1420)
- 6 aprile - Caterina Moriggi, religiosa italiana
- 26 aprile - Francesco Nori, banchiere italiano (n. 1430)
- 26 aprile - Francesco Salviati, arcivescovo cattolico italiano (n. 1443)
- 26 aprile - Giuliano de' Medici, politico italiano (n. 1453)
- 26 aprile - Francesco de' Pazzi, banchiere e politico italiano (n. 1444)
- 30 aprile - Jacopo de' Pazzi, politico italiano (n. 1423)

### Maggio
- 3 maggio - Stefano da Bagnone, presbitero italiano (n. 1418)
- 4 maggio - Giovanni Battista da Montesecco, condottiero italiano

### Giugno
- 7 giugno - Bartolomeo Bellencini, giurista italiano (n. 1428)
- 11 giugno - Ludovico III Gonzaga, nobile, condottiero e collezionista d'arte italiano (n. 1412)
- 15 giugno - Mirza Khalil Beg, sultano turkmeno

### Luglio
- 3 luglio - Angelo Capranica, cardinale, arcivescovo cattolico e politico italiano
- 18 luglio - Michele Apostolio, umanista e insegnante bizantino
- 24 luglio - Giovanni Battista Mellini, cardinale e vescovo cattolico italiano (n. 1405)

### Agosto
- 13 agosto - Giulia Boiardo, nobile italiana
- 23 agosto - Johannes Pullois, compositore fiammingo
- 28 agosto - Iolanda di Valois, duchessa (n. 1434)
- 28 agosto - Donato Acciaiuoli, scrittore e politico italiano (n. 1429)

### Settembre
- 8 settembre - Serafina Sforza, religiosa italiana (n. 1434)
- 25 settembre - Pedro Ferris, cardinale e vescovo cattolico spagnolo (n. 1415)

### Ottobre
- 17 ottobre - Roberto del Palatinato-Simmern, vescovo cattolico tedesco (n. 1420)
- 25 ottobre - Caterina di Bosnia, beata bosniaca (n. 1425)

### Dicembre
- 12 dicembre - Johannes Mentelin, tipografo tedesco (n. 1410)

### Senza giorno specificato
- Michele VI di Alessandria, vescovo cristiano orientale egiziano
- Salvato, vescovo cattolico italiano
- ʿAlāʾ al-Dīn ʿĀlam Shāh,  indiano
- Bagrat VI di Georgia, re (n. 1435)
- Domizio Calderini, umanista italiano (n. 1446)
- Antonio Cano, arcivescovo cattolico italiano
- Baldino da Surso, scultore italiano
- Lovro Dobričević, pittore croato
- Patrick Graham, arcivescovo cattolico scozzese
- Antonio Maffei da Volterra, presbitero italiano (n. 1450)
- Bartolomeo Manfredi, matematico e astronomo italiano
- Bonino Mombrizio, umanista, scrittore e filologo italiano (n. 1424)
- Renato de' Pazzi, politico italiano (n. 1442)
- Marco Zoppo, pittore italiano (n. 1433)
- Paolo Schiavo, pittore italiano (n. 1397)
- Giovanni Alvise Toscani, giurista, umanista e poeta italiano
- Caterino Zeno, viaggiatore e diplomatico italiano (n. 1418)
- Enrico d'Aragona,  italiano
- Alfonso de Bolaños, francescano e missionario spagnolo
- Francesco del Cossa, pittore e scultore italiano (n. 1436)
- Cola di Monforte, nobile e condottiero italiano (n. 1415)
- Pietro Antonio di Nocera, vescovo cattolico e nobile italiano

## Calendario
| Calendario 1478 | Calendario 1478 | Calendario 1478 | Calendario 1478 | Calendario 1478 | Calendario 1478 | Calendario 1478 | Calendario 1478 | Calendario 1478 | Calendario 1478 | Calendario 1478 | Calendario 1478 | Calendario 1478 | Calendario 1478 | Calendario 1478 | Calendario 1478 | Calendario 1478 | Calendario 1478 | Calendario 1478 | Calendario 1478 | Calendario 1478 | Calendario 1478 | Calendario 1478 | Calendario 1478 | Calendario 1478 | Calendario 1478 | Calendario 1478 | Calendario 1478 | Calendario 1478 | Calendario 1478 | Calendario 1478 | Calendario 1478 | Calendario 1478 |
| --------------- | --------------- | --------------- | --------------- | --------------- | --------------- | --------------- | --------------- | --------------- | --------------- | --------------- | --------------- | --------------- | --------------- | --------------- | --------------- | --------------- | --------------- | --------------- | --------------- | --------------- | --------------- | --------------- | --------------- | --------------- | --------------- | --------------- | --------------- | --------------- | --------------- | --------------- | --------------- | --------------- |
|                 | 1               | 2               | 3               | 4               | 5               | 6               | 7               | 8               | 9               | 10              | 11              | 12              | 13              | 14              | 15              | 16              | 17              | 18              | 19              | 20              | 21              | 22              | 23              | 24              | 25              | 26              | 27              | 28              | 29              | 30              | 31              |                 |
| Gennaio         | Gi              | Ve              | Sa              | Do              | Lu              | Ma              | Me              | Gi              | Ve              | Sa              | Do              | Lu              | Ma              | Me              | Gi              | Ve              | Sa              | Do              | Lu              | Ma              | Me              | Gi              | Ve              | Sa              | Do              | Lu              | Ma              | Me              | Gi              | Ve              | Sa              |                 |
| Febbraio        | Do              | Lu              | Ma              | Me              | Gi              | Ve              | Sa              | Do              | Lu              | Ma              | Me              | Gi              | Ve              | Sa              | Do              | Lu              | Ma              | Me              | Gi              | Ve              | Sa              | Do              | Lu              | Ma              | Me              | Gi              | Ve              | Sa              |                 |                 |                 |                 |
| Marzo           | Do              | Lu              | Ma              | Me              | Gi              | Ve              | Sa              | Do              | Lu              | Ma              | Me              | Gi              | Ve              | Sa              | Do              | Lu              | Ma              | Me              | Gi              | Ve              | Sa              | Do              | Lu              | Ma              | Me              | Gi              | Ve              | Sa              | Do              | Lu              | Ma              |                 |
| Aprile          | Me              | Gi              | Ve              | Sa              | Do              | Lu              | Ma              | Me              | Gi              | Ve              | Sa              | Do              | Lu              | Ma              | Me              | Gi              | Ve              | Sa              | Do              | Lu              | Ma              | Me              | Gi              | Ve              | Sa              | Do              | Lu              | Ma              | Me              | Gi              |                 |                 |
| Maggio          | Ve              | Sa              | Do              | Lu              | Ma              | Me              | Gi              | Ve              | Sa              | Do              | Lu              | Ma              | Me              | Gi              | Ve              | Sa              | Do              | Lu              | Ma              | Me              | Gi              | Ve              | Sa              | Do              | Lu              | Ma              | Me              | Gi              | Ve              | Sa              | Do              |                 |
| Giugno          | Lu              | Ma              | Me              | Gi              | Ve              | Sa              | Do              | Lu              | Ma              | Me              | Gi              | Ve              | Sa              | Do              | Lu              | Ma              | Me              | Gi              | Ve              | Sa              | Do              | Lu              | Ma              | Me              | Gi              | Ve              | Sa              | Do              | Lu              | Ma              |                 |                 |
| Luglio          | Me              | Gi              | Ve              | Sa              | Do              | Lu              | Ma              | Me              | Gi              | Ve              | Sa              | Do              | Lu              | Ma              | Me              | Gi              | Ve              | Sa              | Do              | Lu              | Ma              | Me              | Gi              | Ve              | Sa              | Do              | Lu              | Ma              | Me              | Gi              | Ve              |                 |
| Agosto          | Sa              | Do              | Lu              | Ma              | Me              | Gi              | Ve              | Sa              | Do              | Lu              | Ma              | Me              | Gi              | Ve              | Sa              | Do              | Lu              | Ma              | Me              | Gi              | Ve              | Sa              | Do              | Lu              | Ma              | Me              | Gi              | Ve              | Sa              | Do              | Lu              |                 |
| Settembre       | Ma              | Me              | Gi              | Ve              | Sa              | Do              | Lu              | Ma              | Me              | Gi              | Ve              | Sa              | Do              | Lu              | Ma              | Me              | Gi              | Ve              | Sa              | Do              | Lu              | Ma              | Me              | Gi              | Ve              | Sa              | Do              | Lu              | Ma              | Me              |                 |                 |
| Ottobre         | Gi              | Ve              | Sa              | Do              | Lu              | Ma              | Me              | Gi              | Ve              | Sa              | Do              | Lu              | Ma              | Me              | Gi              | Ve              | Sa              | Do              | Lu              | Ma              | Me              | Gi              | Ve              | Sa              | Do              | Lu              | Ma              | Me              | Gi              | Ve              | Sa              |                 |
| Novembre        | Do              | Lu              | Ma              | Me              | Gi              | Ve              | Sa              | Do              | Lu              | Ma              | Me              | Gi              | Ve              | Sa              | Do              | Lu              | Ma              | Me              | Gi              | Ve              | Sa              | Do              | Lu              | Ma              | Me              | Gi              | Ve              | Sa              | Do              | Lu              |                 |                 |
| Dicembre        | Ma              | Me              | Gi              | Ve              | Sa              | Do              | Lu              | Ma              | Me              | Gi              | Ve              | Sa              | Do              | Lu              | Ma              | Me              | Gi              | Ve              | Sa              | Do              | Lu              | Ma              | Me              | Gi              | Ve              | Sa              | Do              | Lu              | Ma              | Me              | Gi              |                 |